# 张乾 (十六国)
张（？—352年），十六国冉魏时尚书左仆射。
永兴元年（350年），冉闵取代后赵，建立冉魏，称皇帝，授他为尚书左仆射，与尚书令王简、右仆射郎肃等共同辅佐朝政。永兴三年（352年），冉闵出征刘显，留他和大将军蒋干、王简、郎肃、中书监聂熊、中书令李垣等辅佐太子冉智留守邺城。最后冉闵在魏昌城被前燕擒获。长水校尉马愿、龙骧田香开门降慕容评。张乾闻讯自杀殉国。